# Pyrausta variegalis
Pyrausta variegalis là một loài bướm đêm trong họ Crambidae.